# خطاب دعوة إلى مؤتمر مدريد للسلام
كان خطاب دعوة مؤتمر مدريد للسلام، المعروف أيضًا باسم دعوة مدريد أو خطاب الدعوة لحضور مؤتمر السلام في الشرق الأوسط في مدريد، في 19 أكتوبر 1991، دعوة دبلوماسية رسمية من الولايات المتحدة والاتحاد السوفيتي وجهتها لإسرائيل وسورية ولبنان والأردن والفلسطينيين تطالبهم بالالتقاء وعقد مؤتمر سلام في مدريد بإسبانيا. عُرف المؤتمر الناتج باسم مؤتمر مدريد الذي بدأ في 30 أكتوبر 1991.
صدرت الدعوة باسم الرئيس الأمريكي جورج بوش الأب والرئيس السوفيتي ميخائيل غورباتشوف ووقعها وزير الخارجية الأمريكي جيمس بيكر وبوريس بانكين عن الاتحاد السوفيتي، وتم طلب الرد بحلول 23 أكتوبر 1991.
من المتفق عليه على نطاق واسع أن الدعوة، التي جاءت نتيجة حلول وسط من قبل جميع الأطراف، عرضت بالتفصيل هيكل عملية مدريد في أربعة مجالات رئيسية:
1. أنه سيكون هناك مؤتمر افتتاحي ليس له سلطة فرض الحلول.
2. دعى إلى محادثات ثنائية مع الدول العربية المجاورة لإسرائيل.
3. ستجرى محادثات مع الفلسطينيين حول فترة حكم ذاتي مؤقتة مدتها خمس سنوات، تليها بعد ذلك محادثات حول الوضع الدائم.
4. ستكون هناك محادثات متعددة الأطراف حول القضايا الإقليمية الرئيسية مثل اللاجئين.

## النص ومحتوى الدعوة
فيما يلي النقاط الرئيسية في الدعوة (نسخة مختصرة):

19 أكتوبر 1991
بالنيابة عن الرئيس غورباتشوف والرئيس بوش، يسعدنا أن ننقل الدعوة المرفقة. . .
بإخلاص،
جيمس أ. بيكر، الثالث
بوريس دميترييفيتش بانكين
دعوة
. . . تعتقد الأمم المتحدة والاتحاد السوفياتي أن هناك فرصة تاريخية لتعزيز آفاق السلام الحقيقي. . . الولايات المتحدة والاتحاد السوفيتي مستعدان للمساعدة ... من أجل تسوية سلمية، عبر مفاوضات مباشرة على مسارين، بين إسرائيل والدول العربية، وبين إسرائيل والفلسطينيين، على أساس قرارات مجلس الأمن التابع للأمم المتحدة رقم 242 ورقم 338 . . .
... يدعوكم رئيس الولايات المتحدة ورئيس الاتحاد السوفيتي إلى مؤتمر سلام تشارك بلديهما في رعايته، يليه مباشرة مفاوضات مباشرة ... في مدريد في 30 أكتوبر 1991.
يطلب الرئيس بوش والرئيس غورباتشوف موافقتكم على هذه الدعوة. . .
ستبدأ المفاوضات الثنائية المباشرة بعد أربعة أيام من افتتاح المؤتمر ... تلك ... التي تركز على القضايا على مستوى المنطقة مثل الحد من التسلح والأمن الإقليمي والمياه وقضايا اللاجئين والبيئة والتنمية الاقتصادية وغيرها من الموضوعات ذات الاهتمام المشترك.
. . . ومن بين الحكومات التي ستتم دعوتها إسرائيل وسوريا ولبنان والأردن. سيتم دعوة الفلسطينيين والحضور كجزء من وفد أردني فلسطيني مشترك. سيتم دعوة مصر . . . ستكون المجموعة الاقتصادية الأوروبية مشاركة. . . سيتم دعوة مجلس التعاون الخليجي . . . وكذلك الأمم المتحدة. . .
ولن يكون للمؤتمر سلطة فرض حلول على الأطراف أو الاعتراض على الاتفاقات التي يتوصلون إليها. لن يكون لها سلطة اتخاذ قرارات للأحزاب ولن تكون لها القدرة على التصويت على القضايا أو النتائج. لا يمكن عقد المؤتمر إلا بموافقة جميع الأطراف.
... المفاوضات بين إسرائيل والفلسطينيين ... ستجرى على مراحل، تبدأ بمحادثات حول الحكم الذاتي المؤقت. . . بمجرد الاتفاق على ترتيبات الحكم الذاتي المؤقت ستستمر لمدة خمس سنوات ... ستجري المفاوضات حول الوضع الدائم ... وستجرى المفاوضات بين إسرائيل والدول العربية على أساس القرارين 242 و 338. . .
... تقدم هذه العملية وعدًا بإنهاء عقود من المواجهة والصراع والأمل في سلام دائم ... فقط من خلال هذه العملية يمكن تحقيق سلام حقيقي ومصالحة بين الدول العربية وإسرائيل والفلسطينيين. . .

## معاهدات السلام العربية الإسرائيلية
- مؤتمر باريس للسلام 1919
- اتفاقية فيصل وايزمان (1919)
- اتفاقيات الهدنة لعام 1949
- اتفاقيات كامب ديفيد (1978)
- معاهدة السلام المصرية الإسرائيلية (1979)
- مؤتمر مدريد 1991
- اتفاقيات أوسلو (1993)
- معاهدة السلام الأردنية الإسرائيلية (1994)
- قمة كامب ديفيد 2000
- عملية السلام الإسرائيلية الفلسطينية
- قائمة مقترحات السلام في الشرق الأوسط
- القانون الدولي والصراع العربي الإسرائيلي

## روابط خارجية
- دعوة إلى سوريا، النص الكامل
- وزارة الخارجية الإسرائيلية، النص الكامل